# Kościół św. Michała Archanioła w Poznowicach
Kościół św. Michała Archanioła w Poznowicach – kościół rzymskokatolicki położony we wsi Poznowice (powiat strzelecki, województwo opolskie). jest świątynią parafii św. Michała Archanioła.
Do rejestru zabytków wpisany został 15 czerwca 1964 pod numerem 880/64.

## Historia i architektura
Pierwszy, drewniany kościół zbudowano we wsi w 1366. Według zapisków księgi przychodów z 1648, w kościele poznowickim odprawiano msze tylko raz na kwartał, a poza tym w święto patrona parafii i święta tytularne.
Obecny, murowany i otynkowany obiekt, nie mający z zewnątrz wyraźnych cech stylowych, wzniesiono około 1800 roku. Zbudowany został na planie prostokąta, z węższym od nawy prezbiterium. Nakrywa go dach dwuspadowy. Nad kruchtą wznosi się ośmioboczna wieża zwieńczona cebulastym hełmem z latarnią. Wejście znajduje się od zachodu.

## Wyposażenie
Na wyposażenie kościoła składają się m.in.: 
- eklektyczny, drewniany ołtarz główny, trójosiowy, w centralną figurą Michała Archanioła i bocznymi: św. Józefa i św. Alojzego Gonzagi,
- XIX-wieczny obraz Matki Boskiej Częstochowskiej w kaplicy bocznej,
- XIX-wieczna figura św. Jana Nepomucena nad konfesjonałem w kaplicy bocznej,
- XVIII-wieczne figury ewangelistów na konsolkach na bocznych ścianach prezbiterium, przy łuku tęczowym [3].

## Otoczenie
Kościół otoczony jest murem wzniesionym z tłucznia wapiennego. Na terenie przykościelnego cmentarza znajdują się: 
- w pobliżu wejścia do kościoła - mogiła rodziny Błania (powstańców śląskich) z 1921, wpisana do rejestru zabytków 17 czerwca 1988 pod numerem I-176/88[1];
- po stronie południowo-wschodniej wzniesiono w 1983 stalową dzwonnicę (na której zawieszone są dzwony o imionach: św. Michał Archanioł, św. Florian i św. Jacek);
- na przedłużeniu prezbiterium stoi  kamienny krzyż z pasyjką, z postumentem z figurką Matki Bożej w niszy[3], na cokole znajduje się napis Es ist Vollbracht!.

Poza murem, od południa, stoi granitowy głaz pamiątkowy z tablicą z dawnymi nazwami wsi (Pozdek 1205 r. / Pozden 1290 r. / Einseidel 1936 r.), a obok niego umieszczono stary pług rolniczy.

## Galeria

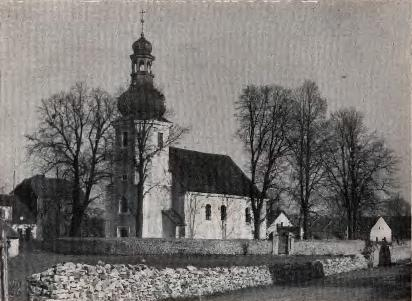
Widok sprzed 1935
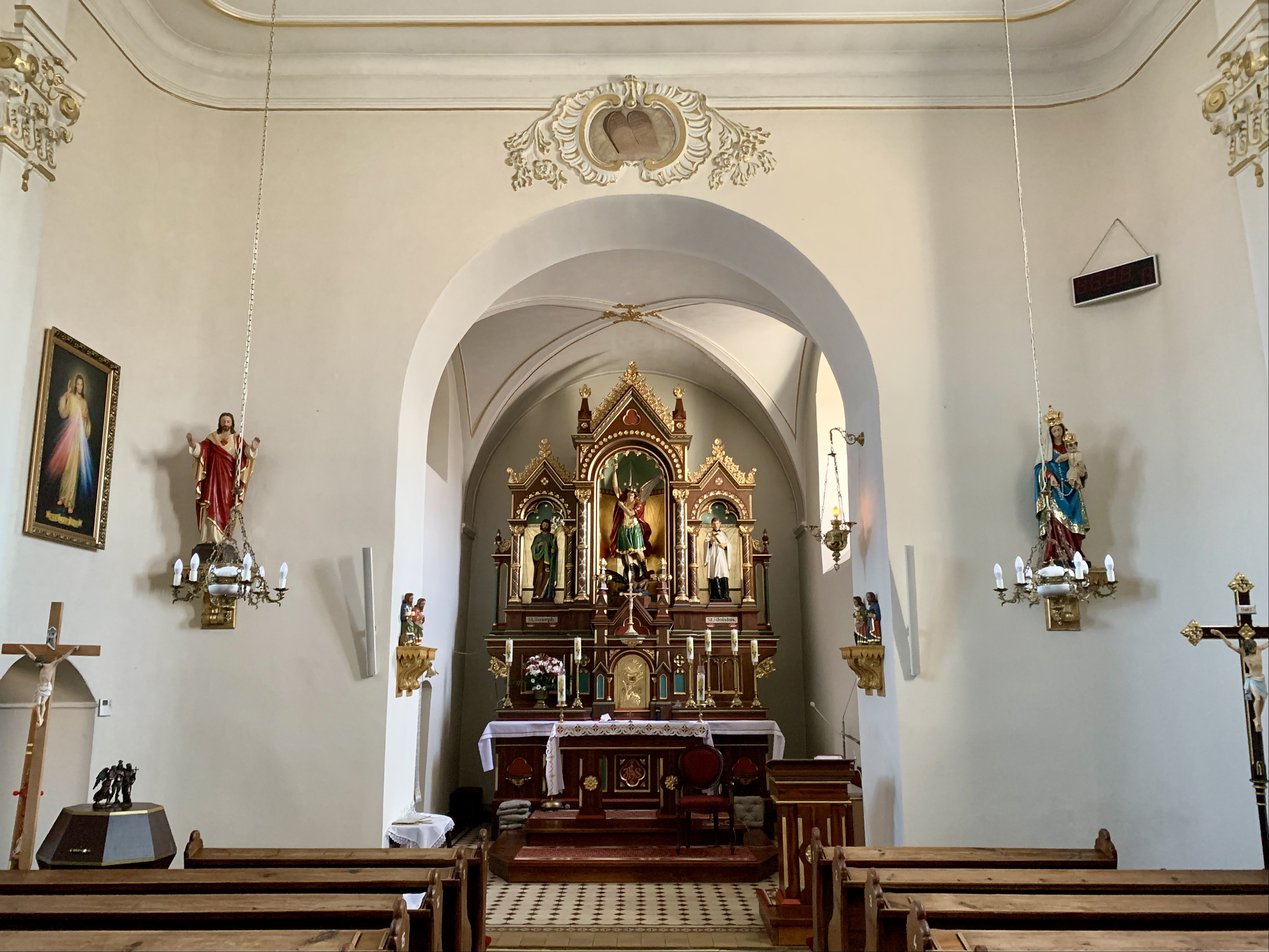
Wnętrze kościoła
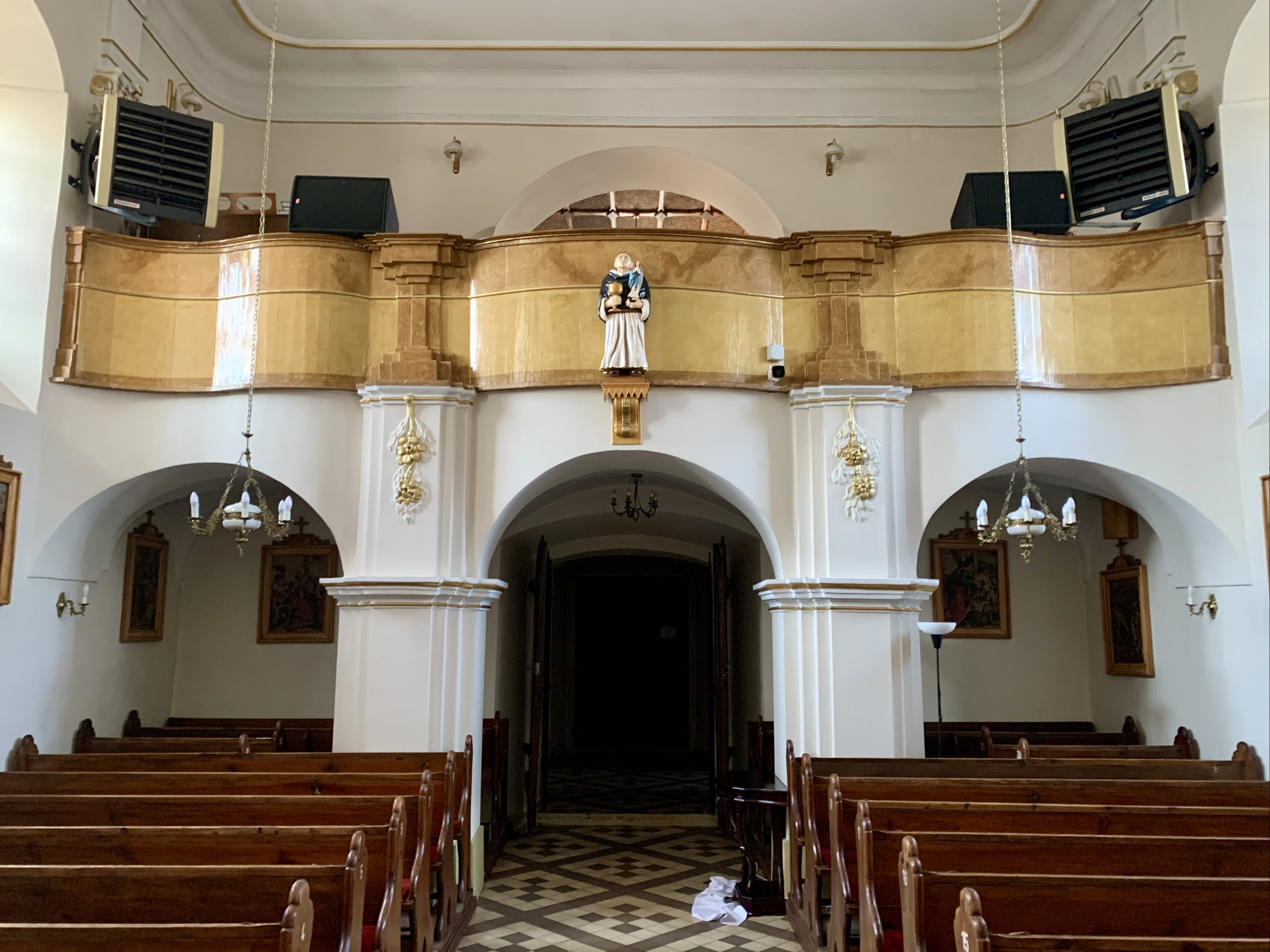
Chór muzyczny
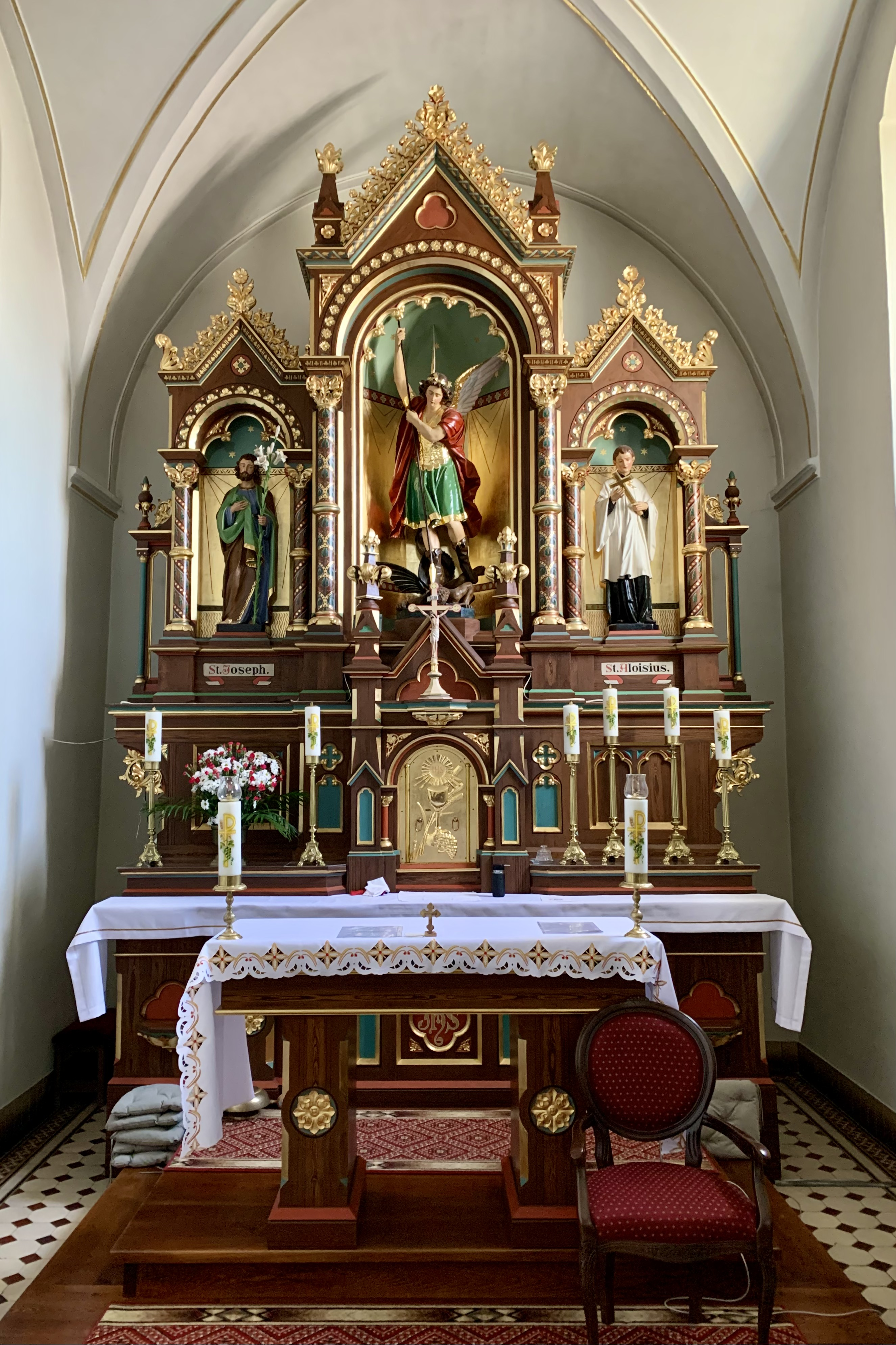
Ołtarz główny
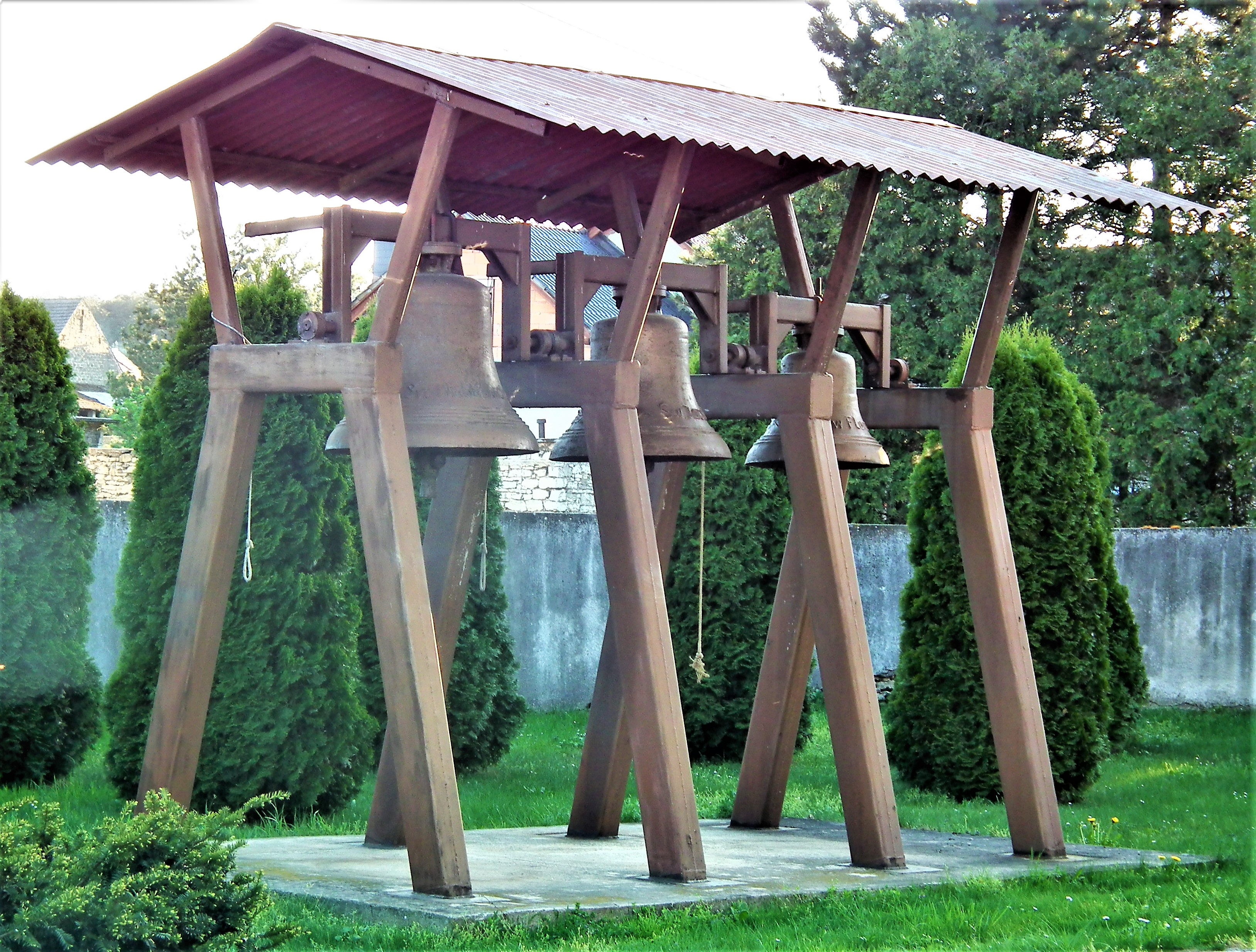
Dzwonnica
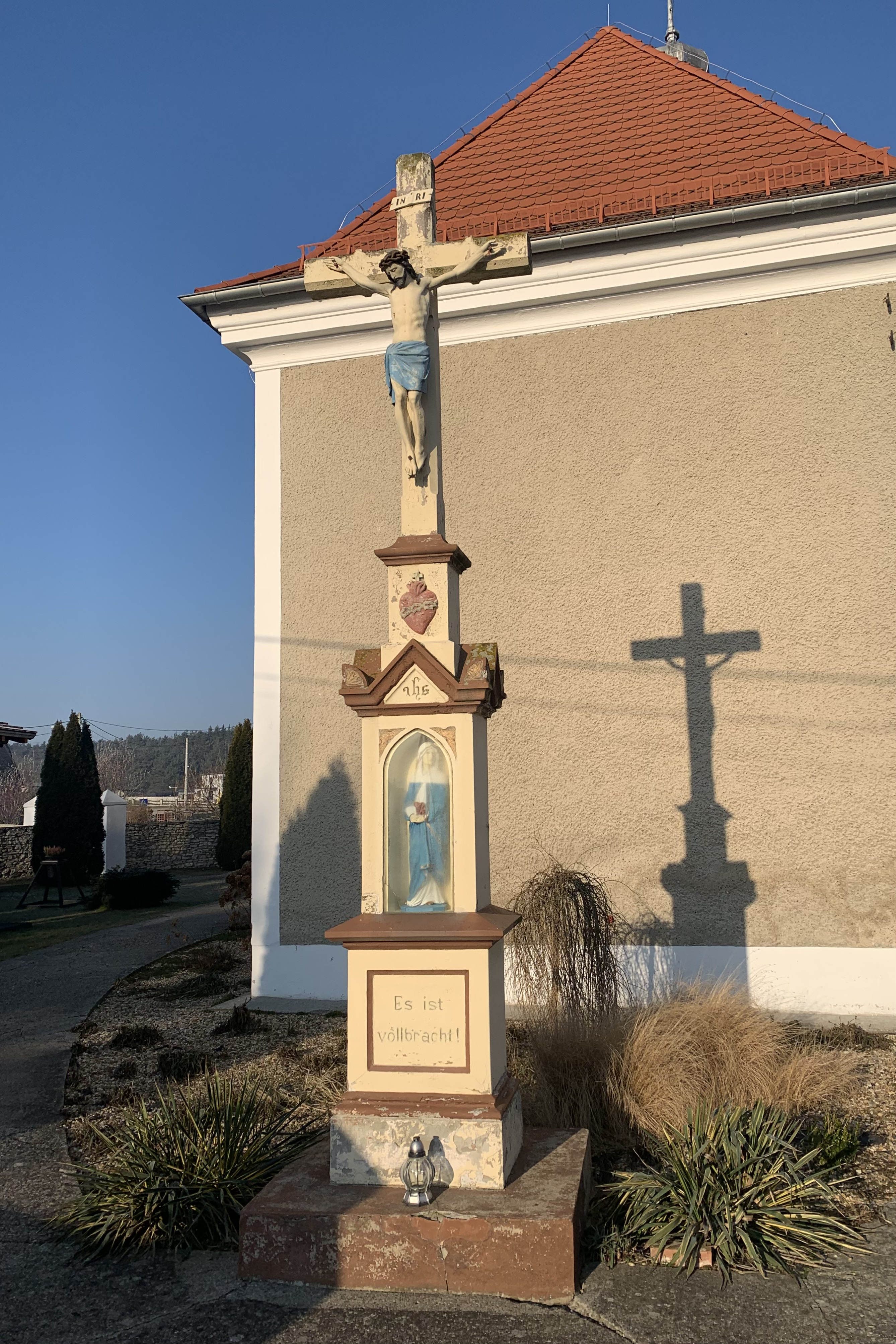
Krzyż przy prezbiterium
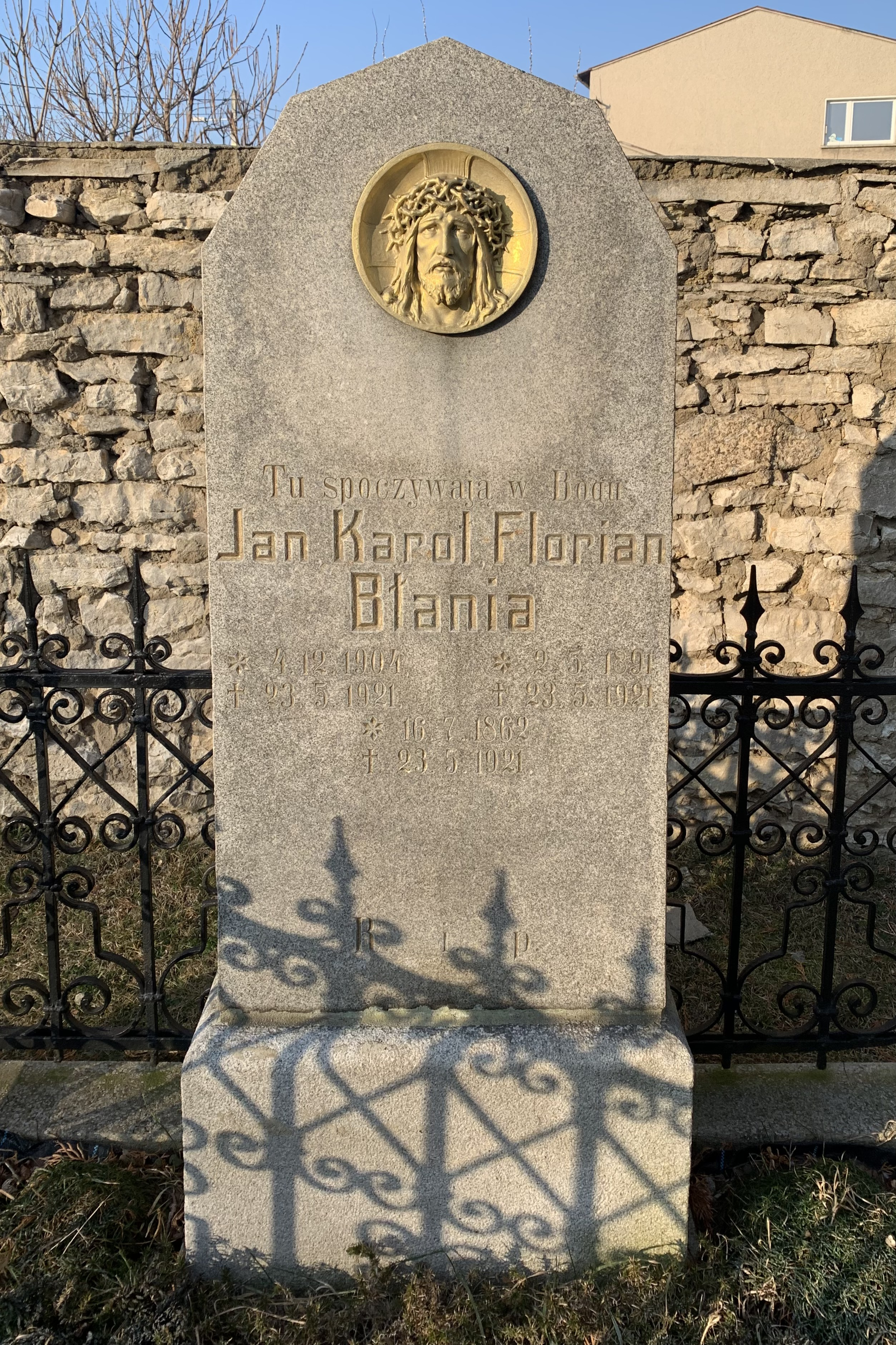
Grób powstańców